# Приём Геймлиха
Приём Геймлиха (манёвр Геймлиха немецкое произношение: [ˈhaɪmlɪç -]) — процедура первой помощи, используемая для устранения (лечения) закупорки верхних дыхательных путей (или удушья) посторонними предметами. Его открытие часто приписывают американскому врачу Генри Геймлиху или как его по-другому называют Генри Хеймлиху. При выполнении брюшных толчков спасатель стоит позади пострадавшего и руками оказывает давление на нижнюю часть диафрагмы. Это сжимает лёгкие и оказывает давление на любой предмет, застрявший в трахее, и, как правило, выталкивает его.
До 2005 года рекомендовался как основной способ освобождения дыхательных путей. Большинство современных протоколов, включая протоколы Американской кардиологической ассоциации, Американского Красного Креста и Европейского совета реанимации, рекомендуют несколько этапов при обструкции дыхательных путей, предназначенных для оказания всё большего давления. Большинство протоколов рекомендуют побуждать жертву кашлять с последующими резкими шлепками по спине и, наконец, толчками в живот или толчками грудью в крайнем случае. Некоторые рекомендации также рекомендуют чередовать толчки животом и шлепки по спине.

## История
Американец еврейского происхождения торакальный хирург и медицинский исследователь Генри Геймлих, известный своими толчками в живот, утверждал, что доказано, что удары по спине вызывают смерть из-за попадания посторонних предметов в трахею. Йельское исследование 1982 года, проведенное Дэем, Дюбуа и Крелином, которое убедило Американскую кардиологическую ассоциацию прекратить рекомендовать удары спиной для борьбы с удушьем, было частично профинансировано собственным фондом Геймлиха. По словам Роджера Уайта, доктора медицины из клиники Майо и Американской кардиологической ассоциации (AHA), 
«здесь никогда не было никакой науки. Геймлих всё время подавлял науку своей хитрой тактикой и запугиванием, и все, включая нас в AHA, уступили.
С 1985 по 2005 год толчки в живот были единственным рекомендованным лечением от удушья в опубликованных рекомендациях Американской кардиологической ассоциации и Американского Красного Креста. В 2006 г. обе организации  радикально изменили курс и «понизили» использование техники. Для жертв, находящихся в сознании, новые правила рекомендуют сначала нанести пощёчину; если этот метод не помог устранить обструкцию дыхательных путей, тогда спасатели применяли абдоминальные толчки. Для потерпевших без сознания новые рекомендации рекомендуют толчки в грудь.
Генри Геймлих также пропагандировал абдоминальные толчки как средство от приступов утопления. Красный Крест теперь опровергает эти утверждения. Институт Геймлиха прекратил пропагандировать на своём веб-сайте маневр Геймлиха в качестве меры первой помощи утопающим. Его сын, Питер М. Геймлих, утверждает, что в августе 1974 года его отец опубликовал первый из серии мошеннических отчётов о случаях, чтобы продвигать использование абдоминальных толчков для спасения почти утопших. Руководство Американской кардиологической ассоциации 2005 г. по спасению утопающих не включало цитаты из работы Геймлиха и предостерегало от использования маневра Геймлиха для спасения утопающих как недоказанного и опасного из-за риска рвоты, ведущей к аспирации.
В мае 2016 года 96-летний Генри Геймлих лично использовал этот маневр, чтобы спасти жизнь другого жителя своего дома для престарелых в Цинциннати. Согласно статье, это был либо первый, либо второй раз, когда сам Геймлих использовал свой одноимённый маневр, чтобы спасти жизнь кого-то в не смоделированной ситуации удушья.

## Универсальный признак удушья
Пострадавший от удушья обычно не может говорить и вообще не может издавать много звуков. Универсальный признак удушья был обозначен как безмолвное указание человека, который не может дышать, и заключается в том, что он кладет обе руки на собственное горло, пытаясь привлечь внимание других, которые могут помочь.

## Техника

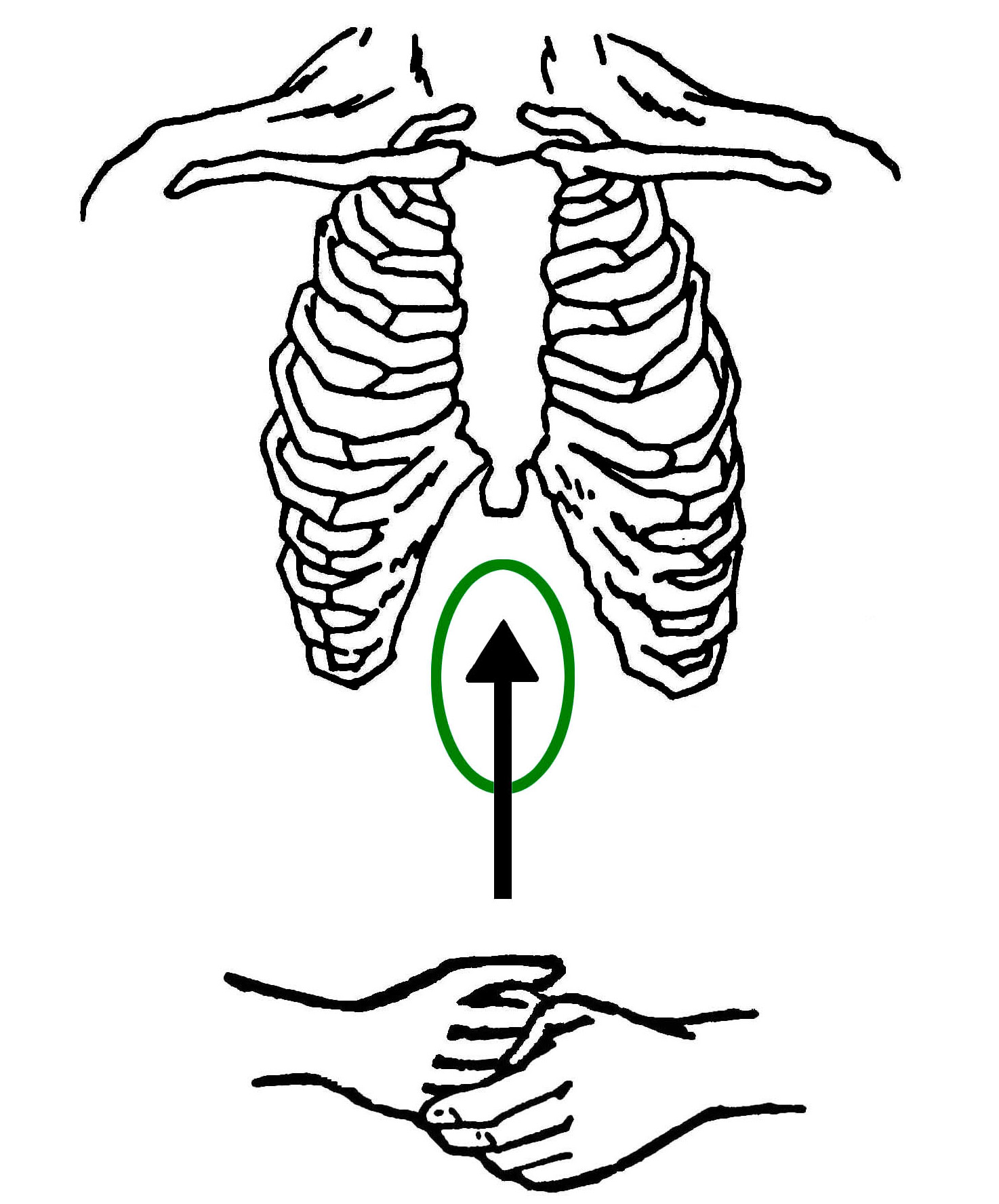
Точка приложения брюшных толчков (между грудью и пупком). Руки надавливают вверх-вверх.

И Красный Крест Америки, и Национальная служба здравоохранения Великобритании (NHS) рекомендуют в первую очередь спасателю побудить пациента откашлять препятствие. В качестве второго средства спасатель должен дать пять ударов по спине, наклонив пациента вперед. Толчки в живот рекомендуются только в том случае, если эти методы не дали результата. Как и в случае с Европейским советом по реанимации и клиникой Мэйо, они рекомендуют повторять цикл из 5 шлепков по спине и 5 толчков в живот. Они не рекомендуются детям младше 1 года. В отличие от преобладающих американских и европейских советов, Австралийский совет по реанимации рекомендует грудные толчки вместо брюшных.
При выполнении брюшных толчков спасатель стоит позади стоящего пациента и с помощью его рук оказывает сильное давление на нижнюю часть диафрагмы. Например, WebMD рекомендует сжимать кулак одной рукой, сжимая его другой, и нажимать обеими чуть выше пупка человека. Это сжимает лёгкие и оказывает давление на любой предмет, застрявший в трахее, и, с большой вероятностью, выталкивает его. Давление равнозначно искусственно вызванному кашлю. Чтобы помочь более крупному человеку, может потребоваться больше силы. Клиника Мэйо рекомендует такое же расположение кулака и кисти и толчки вверх, как если бы вы пытались поднять человека.
Если пострадавший не может получить давление на живот (например, в случае беременности или чрезмерного ожирения), вместо этого рекомендуется толкать грудь. Они накладываются на нижнюю половину грудной кости, но не в самой конечной точке (которая является мечевидным отростком и может быть сломана).
Если пострадавший не стоит в вертикальном положении, Национальный институт здоровья США (NIH) рекомендует положить человека на спину, а затем оседлать туловище и использовать грудные толчки.
Всё ещё находящиеся в сознании жертвы удушья могут провести процедуру на себе без посторонней помощи. Однако, это может быть сложно, поэтому в этих и некоторых других случаях (люди с ограниченными возможностями и т.д.) рекомендуется использовать устройство, предотвращающее удушение.
Из-за силового характера процедуры, даже при правильном выполнении, толчки в живот могут травмировать человека, которому она выполняется. Очень высока вероятность ушиба живота и могут возникнуть более серьезные травмы, в том числе перелом мечевидного отростка или ребер. Национальная служба здравоохранения рекомендует всем, кто подвергался толчкам в живот, после этого пройти медицинское обследование.
Исследователи в Royal Brompton Hospital показали, что аналогичное внутригрудное давление (50-60 CMH 2 O) получает с помощью первого пособника, выполняющего брюшные упоры внутрь, как образуется, когда сила направлена внутрь и вверх. Они утверждают, что это может быть проще выполнить, не опасаясь травм грудной клетки или верхних органов брюшной полости. Самостоятельные толчки в живот, выполняемые участниками исследования, вызывали такое же давление, как и у лиц, оказывающих первую помощь. Самые высокие давления были произведены участниками исполняющих брюшной тяги на спинку кресла (115 CMH 2 O).